# Youn Czekanowicz
Youn Czekanowicz, né le 8 août 2000 à Wiltz au Luxembourg, est un footballeur luxembourgeois qui joue au poste de gardien de but au FC Wiltz 71.

## Biographie

### KAA La Gantoise (2017-2018)
La carrière du joueur débute au sein du KAA La Gantoise, club de Jupiler Pro League où il intègre le groupe professionnel.

### FC Progrès Niederkorn (2019-2021)
Libre de tout contrat, le joueur s'engage avec le FC Progrès Niederkorn, dans son pays natal, en signant un contrat de quatre ans,.

#### Prêt au FC UNA Strassen (2020-2021)
Il est prêté lors de la saison 2020-2021 au FC UNA Strassen.

### FC Swift Hesperange (2021-2023)
En 2021, il s'engage avec le FC Swift Hesperange en BGL Ligue pour les trois prochaines années.
Il remporte son premier trophée à l'issue de la saison 2022-2023 en terminant champion de BGL Ligue.

### FC Wiltz 71 (depuis 2024)
Ayant trop de concurrence au sein de son poste au FC Swift Hesperange, le joueur décide de rejoindre le FC Wiltz 71 lors du mercato hivernal 2024.

## Palmarès
| FC Swift Hesperange (1) :                            |
| ---------------------------------------------------- |
| - BGL Ligue - Champion : 2023 - Vice-champion : 2024 |